# 2022年加利福尼亞州28號提案
28號提案（英語：Proposition 28，專有名詞縮寫），是美國加利福尼亞州於2022年11月8日通過的一次公投，提案訴求政府自2023年起每年提固定比例撥經費充實公立學校及特殊教育學校美術與音樂義務教育（K-12）教師師資與課程內容。

## 社論

### 正面影響
支持者包含安德烈·羅梅勒·楊（Dr. Dre）、 約翰·李斯高（John Lithgow）、小威廉·詹姆斯·亞當斯（will.i.am）、 服務業員工國際工會、加利福尼亞州共和黨（California Republican Party）等支持。

### 負面影響
支持者包含瑪格麗特·羅薩（Marguerite Roza）等支持。
支持者表示，46號提案通過預算專款使用方式會對學校會計（School of accounting）造成影響，需要研究如何符合稅務法規、重新規劃會計作業，先前中央政府已有通過預算審查法案（current state budget）可以支應，其中部分經費可以用於藝術教育。

## 關聯條目
- 1988年加利福尼亞州98號提案